# John C. Reilly
John Christopher Reilly (n. 24 mai 1965, Chicago, Illinois, SUA) este un actor, producător, scenarist, cântăreț și comediant american. Și-a făcut debutul în filmul Ororile războiului. Reilly este unul dintre actorii lansați de Brian De Palma. A jucat în mai mult de cincizeci de filme, printre care și trei filme din 2002, toate nominalizate la Premiul Oscar pentru cel mai bun film. A fost nominalizat la Premiul Oscar pentru cel mai bun actor în rol secundar pentru rolul său din Chicago și la Premiile Grammy pentru cântecul „Walk Hard” din Calcă apăsat: Povestea lui Dewey Cox.

## Filmografie

### Film
| An   | Titlu                                    | Rol                           | Regizor                                | Note                                               |
| ---- | ---------------------------------------- | ----------------------------- | -------------------------------------- | -------------------------------------------------- |
| 1988 | Mai presus de lege                       | Hoț în bar                    | Andrew Davis                           |                                                    |
| 1989 | Ororile războiului                       | PFC. Herbert Hatcher          | Brian De Palma                         |                                                    |
| 1989 | Nu suntem îngeri                         | Tânăr călugăr                 | Neil Jordan                            |                                                    |
| 1990 | Zilele tunetului                         | Buck Bretherton               | Tony Scott                             |                                                    |
| 1990 | Stare de grație                          | Stevie McGuire                | Phil Joanou                            |                                                    |
| 1992 | Umbre și ceață                           | Polițist în secția de poliție | Woody Allen                            |                                                    |
| 1992 | Out on a Limb                            | Jim Jr.                       | Francis Veber                          |                                                    |
| 1992 | Hoffa                                    | Petey Connelly                | Danny DeVito                           |                                                    |
| 1993 | Necazurile lui Gilbert Grape             | Tucker Van Dyke               | Lasse Hallström                        |                                                    |
| 1994 | The River Wild                           | Terry                         | Curtis Hanson                          |                                                    |
| 1995 | Dolores Claiborne                        | Const. Frank Stamshaw         | Taylor Hackford                        |                                                    |
| 1995 | Georgia                                  | Herman                        | Ulu Grosbard                           |                                                    |
| 1996 | Sydney                                   | John Finnegan                 | Paul Thomas Anderson                   |                                                    |
| 1996 | Fata pe care o visezi                    | Ofițerul Kellogg Curry        | Stacy Cochran                          |                                                    |
| 1997 | Nightwatch                               | Inspector adjunct Bill Davis  | Ole Bornedal                           | Nu e trecut pe generic                             |
| 1997 | Nopți fierbinți                          | Reed Rothchild                | Paul Thomas Anderson                   |                                                    |
| 1997 | Șofer de taxi în Chicago                 | Steve                         | Mary Cybulski & John Tintori           |                                                    |
| 1998 | La hotarul dintre viață și moarte        | Sergent Storm                 | Terrence Malick                        |                                                    |
| 1999 | Înțelegerea                              | Pat                           | Mark Steilen                           |                                                    |
| 1999 | Un sărut adevărat                        | Augustus Strauss              | Raja Gosnell                           |                                                    |
| 1999 | Ultimul joc                              | Gus Sinski                    | Sam Raimi                              |                                                    |
| 1999 | Magnolia                                 | Jim Kurring                   | Paul Thomas Anderson                   |                                                    |
| 2000 | Furtuna perfectă                         | Dale „Murph” Murphy           | Wolfgang Petersen                      |                                                    |
| 2001 | The Anniversary Party                    | Mac Forsyth                   | Alan Cumming & Jennifer Jason Leigh    |                                                    |
| 2001 | Cartea lui Frank                         | Frank                         | R.A. White                             | Scurtmetraj                                        |
| 2002 | The Good Girl                            | Phil Last                     | Miguel Arteta                          |                                                    |
| 2002 | Bandele din New York                     | Happy Jack                    | Martin Scorsese                        |                                                    |
| 2002 | Chicago                                  | Amos Hart                     | Rob Marshall                           |                                                    |
| 2002 | Orele                                    | Dan Brown                     | Stephen Daldry                         |                                                    |
| 2003 | Al naibii tratament!                     | Arnie Shankman bătrân         | Peter Segal                            | Nu apare pe generic                                |
| 2004 | Aviatorul                                | Noah Dietrich                 | Martin Scorsese                        |                                                    |
| 2004 | Criminal                                 | Richard Gaddis                | Gregory Jacobs                         |                                                    |
| 2005 | Are You the Favorite Person of Anybody?  | Omul cu sondajul              | Miguel Arteta                          | Scurtmetraj                                        |
| 2005 | Dark Water                               | Dl. Cory Murray               | Walter Salles                          |                                                    |
| 2006 | Ultimul radio show                       | Lefty                         | Robert Altman                          |                                                    |
| 2006 | Talladega Nights: Balada lui Ricky Bobby | Cal Naughton, Jr.             | Adam McKay                             |                                                    |
| 2006 | Tenacious D in The Pick of Destiny       | Sasquatch                     | Liam Lynch                             | Nu apare pe generic                                |
| 2007 | Year of the Dog                          | Albert "Al"                   | Mike White                             |                                                    |
| 2007 | Calcă apăsat: Povestea lui Dewey Cox     | Dewford „Dewey” Cox           | Jake Kasdan                            |                                                    |
| 2008 | The Promotion                            | Richard Wehlner               | Steve Conrad                           |                                                    |
| 2008 | Frați vitregi                            | Dale Doback                   | Adam McKay                             | Co-scenarist alături de Adam McKay și Will Ferrell |
| 2009 | 9                                        | 5 (voce)                      | Shane Acker                            |                                                    |
| 2009 | Circul ororilor: Asistentul vampirului   | Larten Crepsley               | Paul Weitz                             |                                                    |
| 2010 | The Extra Man                            | Gershon                       | Shari Springer Berman & Robert Pulcini |                                                    |
| 2010 | Cyrus                                    | John                          | Frații Duplass                         |                                                    |
| 2011 | Asiguratorul                             | Dean Ziegler                  | Miguel Arteta                          |                                                    |
| 2011 | Fight for Your Right Revisited           | Mike D (B-Boys 2)             | Adam Yauch                             | Scurtmetraj                                        |
| 2011 | Trebuie să vorbim despre Kevin           | Franklin                      | Lynne Ramsay                           |                                                    |
| 2011 | Terri                                    | Dl. Fitzgerald                | Azazel Jacobs                          |                                                    |
| 2011 | Doamne... ce măcel!                      | Michael                       | Roman Polanski                         |                                                    |
| 2012 | Tim and Eric's Billion Dollar Movie      | Taquito                       | Tim Heidecker & Eric Wareheim          |                                                    |
| 2012 | Dictatorul                               | Clayton                       | Larry Charles                          | Nu apare pe generic                                |
| 2012 | Ralph Strică-Tot                         | Ralph Strică-Tot (voce)       | Rich Moore                             |                                                    |
| 2013 | Anchorman 2: The Legend Continues        | Stafia lui Stonewall Jackson  | Adam McKay                             | Nu apare pe generic                                |
| 2014 | Urșii                                    | Narator                       | Alastair Fothergill & Keith Scholey    | Documentar                                         |
| 2014 | Life After Beth                          | Maury Slocum                  | Jeff Baena                             |                                                    |
| 2014 | Gardienii galaxiei                       | Rhomann Dey                   | James Gunn                             |                                                    |
| 2015 | Entertainment                            | Vărul John                    | Rick Alverson                          |                                                    |
| 2015 | Homarul                                  | Bărbat sâsâit                 | Yorgos Lanthimos                       |                                                    |
| 2015 | Il racconto dei racconti                 | Regele din Longtrellis        | Matteo Garrone                         |                                                    |
| 2015 | Les cowboys                              | L'Américain                   | Thomas Bidegain                        |                                                    |
| 2015 | Omoide no Marnie                         | Kiyomasa Oiwa (voce)          | Hiromasa Yonebayashi                   | Varianta în engleză                                |
| 2015 | View from a Blue Moon                    | Narator (voce)                | Blake Kueny                            | Documentar                                         |
| 2016 | Hai să cântăm!                           | Eddie (voce)                  | Garth Jennings                         |                                                    |
| 2017 | The Little Hours                         | Părintele Tommasso            | Jeff Baena                             |                                                    |
| 2017 | Kong: Insula Craniilor                   | Hank Marlow                   | Jordan Vogt-Roberts                    |                                                    |
| 2018 | Les frères Sisters                       | Eli Sisters                   | Jacques Audiard                        | Și producător                                      |
| 2018 | Stan & Ollie                             | Oliver Hardy                  | Jon S. Baird                           |                                                    |
| 2018 | Ralph Rupe Netu'                         | Wreck-It Ralph (voce)         | Phil Johnston & Rich Moore             |                                                    |
| 2018 | Holmes & Watson                          | John Watson                   | Etan Cohen                             |                                                    |
| 2021 | Licorice Pizza                           | Fred Gwynne                   | Paul Thomas Anderson                   | Nu apare pe generic                                |
| 2022 | Stars at Noon                            | American Boss                 | Claire Denis                           | Cameo                                              |

### Televiziune
| An        | Titlu                                            | Rol                 | Note                                                                |
| --------- | ------------------------------------------------ | ------------------- | ------------------------------------------------------------------- |
| 1993      | Crime perfecte                                   | Martin Lonsdale     | Episodul: "The Frightening Frammis"                                 |
| 1999      | Tenacious D                                      | Sasquatch           | Episodul: "Death of a Dream"                                        |
| 2004      | Cracking Up                                      | Steve Evers         | Episodul: "Prom Night"                                              |
| 2006      | Tom Goes to the Mayor                            | John (voce)         | Episodul: "Friendship Alliance"                                     |
| 2006      | Saturday Night Live                              | Gazda               | Episodul: "607 - John C. Reilly/My Chemical Romance"                |
| 2007–2010 | Tim and Eric Awesome Show, Great Job!            | Dr. Steven Brule    | 25 de episoade plus două speciale                                   |
| 2008      | Familia Simpson                                  | El însuși (voce)    | Episodul: "Any Given Sundance"                                      |
| 2010–2011 | Funny or Die Presents                            | John / Nikola Tesla | 2 episoade                                                          |
| 2010–2016 | Check It Out! with Dr. Steve Brule               | Dr. Steve Brule     | De asemenea co-creator, scenarist și producător executiv            |
| 2014      | Tim and Eric's Bedtime Stories                   | Jordan              | Episodul: "Baby"                                                    |
| 2014–2015 | Stone Quackers                                   | Ofițer Barry (voce) | 12 episoade Și producător executiv                                  |
| 2015      | Bagboy                                           | Dr. Steve Brule     | De asemenea scenarist și producător executiv                        |
| 2020      | Moonbase 8                                       | Robert „Cap” Caputo | 6 episoade De asemenea co-creator, scenarist și producător executiv |
| 2022      | Momentul victoriei: Ascensiunea dinastiei Lakers | Jerry Buss          | 10 episoade                                                         |

## Teatru
| Data      | Titlu                    | Rol               | Producție                              | Note                                                                            |
| --------- | ------------------------ | ----------------- | -------------------------------------- | ------------------------------------------------------------------------------- |
| 1988      | Fructele mâniei          | Noah              | Steppenwolf Theatre Company, Chicago   | [ 12 ] [ 13 ]                                                                   |
| 2000      | True West                | Austin, Lee       | Circle in the Square Theatre, Broadway | Rol în premiera piesei. Alternativ de-a lungul sezonului. Tony award nomination |
| 2002–2003 | Marty                    | Marty Piletti     | Huntington Theatre Company, Boston     | [ 15 ] [ 16 ]                                                                   |
| 2005      | Un tramvai numit dorință | Stanley Kowalski  | Studio 54, Broadway                    | Rol în premiera piesei                                                          |
| 2012      | 8                        | David Blankenhorn | Wilshire Ebell Theatre, Los Angeles    | Citire.                                                                         |

## Alte apariții
| An   | Titlu                  | Artist                      | Rol                |
| ---- | ---------------------- | --------------------------- | ------------------ |
| 1998 | "Across the Universe"  | Fiona Apple                 | Hoțul              |
| 1998 | "Talk About The Blues" | Jon Spencer Blues Explosion | Russell Simins     |
| 1999 | "Save Me"              | Aimee Mann                  | Ofițer Jim Kurring |
| 2006 | "Chuck Norris"         | Supafloss                   | El însuși          |
| 2008 | "Boats 'N Hoes"        | El însuși și Will Ferrell   | Dale Doback        |
| 2011 | "Make Some Noise"      | Beastie Boys                | Mike D în viitor   |
| 2014 | "HAM"                  | Mr. Oizo                    | Tatăl              |
| 2017 | "Pillow Talking"       | Lil Dicky                   | Dumnezeu           |

| An   | Titlu                             | Rol         | Note                 |
| ---- | --------------------------------- | ----------- | -------------------- |
| 2008 | Green Team                        | Jim Smegg   | Video short          |
| 2010 | Peace on Earth/Little Drummer Boy | Bing Crosby | Video short          |
| 2016 | Pound House                       | Fish Man    | Episodul: "Fish Man" |

## Legături externe
- John C. Reilly la Internet Movie Database
- en John C. Reilly la Internet Broadway Database
- John C. Reilly la TCM Movie Database
- John C. Reilly la Allmovie